# آخاتلی
آخاتِلی (گرجی: ახატელი) یک روستا در شهرداری تلاوی در گرجستان است. این روستا در کنار رودخانه توردو واقع شده است.